# 西畑直哉
西畑 直哉（にしはた なおや、1999年7月16日 - ）は、日本のプロボクサー。福井県敦賀市出身。竹原慎二&畑山隆則のボクサ・フィットネス・ジム所属。

## 来歴
21歳に上京して、プロデビュー。
2021年8月10日のプロデビュー戦は判定負け。
2023年東日本スーパーバンタム級新人王として、西軍代表児島弘斗を相手に2回2分33秒TKO勝ちで全日本新人王とMVPを獲得。なお同ジムから初の全日本新人王となる。
2024年3月15日、後楽園ホールで浜崎隆広と対戦し、4回2分33秒TKO勝ちを収めた。

## 戦績
- プロボクシング - 8戦7勝1敗（5KO）

## 獲得タイトル
- 全日本ライト級新人王